# Masdevallia tovarensis
Espèce
Synonymes
Masdevallia candida Klotzsch & H.Karst. ex Rchb.f.
Statut CITES
Masdevallia tovarensis est une espèce d'orchidées, endémique du Venezuela.